# 和音〜Songs for Children〜
『和音〜Songs for Children〜』（わおん ソングス・フォー・チルドレン）は、DEEN初のカバーアルバム。

## 収録曲
1. 見上げてごらん夜の星を　featuring ダイアナ湯川
  - 作詞:永六輔 作曲:いずみたく

22ndシングル。
ゲストミュージシャンとして参加しているダイアナ湯川の父親は同曲のオリジナルを歌っていた坂本九と同じく日本航空123便墜落事故で亡くなっている。
2. 今日の日はさようなら　featuring 宗次郎
  - 作詞・作曲:金子詔一

22ndシングルのカップリング曲。表記は無いが、イントロや間奏にオカリナ演奏が追加されており、アルバムバージョンとなっている。
3. 夢で逢えたら　featuring 原田知世
  - 作詞・作曲:大滝詠一

後に23rdシングルとしてシングルカットされたが、本作に収録されているものとはミックスが違う。
4. 切手のないおくりもの　featuring 上松美香
  - 作詞・作曲:財津和夫
5. 戦争を知らない子供たち　featuring 塩谷哲
  - 作詞:北山修 作曲:杉田二郎

ジローズのカヴァー
6. 風をあつめて　featuring BEGIN
  - 作詞:松本隆 作曲:細野晴臣
7. 大きな空 小さな僕　featuring 宮本文昭
  - 作詞:池森秀一 作曲:DEEN

本作のために書き下ろされた新曲。
8. かあさんの歌　featuring 楊興新
  - 作詞・作曲:窪田聡
9. 月の沙漠　featuring 桑山哲也
  - 作詞:加藤まさを 作曲:佐々木すぐる
10. 少年　featuring Lynx
  - 作詞:池森秀一 作曲:山根公路・田川伸治

8thシングル両A面曲。この曲が本作で唯一セルフカヴァーである。

## Featuring
- ダイアナ湯川 （ヴァイオリン）
- 宗次郎 （オカリナ）
- 原田知世 （ヴォーカル）
- 上松美香 （アルバ）
- 塩谷哲 （ピアノ）
- BEGIN （ヴォーカル、ギター、オルガン）
- 宮本文昭 （オーボエ）
- 楊興新 （胡弓）
- 桑山哲也 （アコーディオン）
- Lynx（フルート）

## スタッフ
- design:北川勝久（Be Planning）
- photography:達川範一（Be Planning）
- hair & make-up:仲島恵三（clasico）
- styling:土井真由苗（B.M.CO）
- creativecoordination:柏隆光（Be Planning）,深貝順（BMG FUNHOUSE）

- artist promotion:高木信一、小林さゆ里（Ading）
- A & R Chief:門司博志（BMG FUNHOUSE）
- A & R:山口育孝（BMG FUNHOUSE）
- sales promotion:佐久間博（BMG FUNHOUSE）

- supervisor:中島正雄（BMFC）,吉澤博美・内田宣政（BMG FUNHOUSE）
- executive producer:田代秀彦（BMG FUNHOUSE）,神林一夫（グッデイ）他